# 流行性脑脊膜炎
流行性脑脊膜炎（epidemic cerebrospinal meningitis，epidemic meningitis）又称流行性脑脊髓膜炎，简称流行性脑膜炎、流脑，是由脑膜炎奈瑟菌经呼吸道传播而引起的一种化脓性脑脊膜炎，临床表现为突发高热、剧烈头痛、频繁呕吐、皮肤黏膜瘀点和脑膜刺激征等。除了流脑外，该细菌还可感染血液进而引发脑脊膜炎球菌性败血症（meningococcal septicaemia）。
春季节是流脑的高发期，发病高峰一般出现在每年的2至5月份，具有传染性。如及早发现，及早治疗，本病治愈率较高。患者最初表现为发热、咳嗽、流涕等感冒症状，与一般的感冒不易区别。有的小儿在上呼吸道感染时期就被控制了，如不能控制，细菌就进入血液循环，可形成菌血症（甚至败血症）。这时表现为高热、恶心、呕吐，皮肤出现瘀点、瘀斑，主要分布于肩、肘、臀等易于受压的部位。病原菌最终可侵及脑膜，发展成脑脊膜炎，出现脑膜刺激征和顱內压增高，暴发型流脑由于肾上腺皮质出血，可出现急性肾上腺皮质功能不全症状。 

## 病原体
导致流脑的病原体是腦膜炎奈瑟菌简称脑脊膜炎球菌。脑脊膜炎球菌是革兰氏染色阴性菌，菌体肾形，成对存在，可在患者脑脊液中性粒细胞中检出，无鞭毛、不形成芽孢，但大多具有荚膜和菌毛。
脑脊膜炎球菌对环境要求非常苛刻，体外培养需血平板培养基，并需及时转种，否则由其自身分泌的溶菌酶会造成整个菌群在数日内死亡殆尽。脑脊膜炎球菌对干燥、热、寒冷等外界条件非常敏感，室温中3小时死亡，对磺胺类药物、青霉素、链霉素等敏感，但近年来耐药菌株层出不穷。
脑脊膜炎双球菌根据荚膜上所携带的多糖的抗原性可以分成13个血清群，分别命名为：A、B、C、D、X、Y、Z、29E、W135、H、I、K、L，其中有6个（A、B、C、W、X和Y）可引起脑脊膜炎球菌病及流行。根据以往的流行病学调查，在中国大陆发生的流脑病例主要是由A群脑脊膜炎球菌引起的。C群流行性脑脊膜炎是C群脑脊膜炎双球菌传播导致。感染者以高热为首发症状、伴有头痛、全身酸痛、咽痛、咳嗽等，部分病人出现皮肤瘀斑、瘀点，颈部强直、喷射性呕吐等。

## 致病性
流脑患者的主要病理反应包括发热、毛细血管坏死、出血、严重者会出现肾上腺出血、微循环障碍、弥漫性血管内凝血（DIC）及中毒性休克，导致这些反应的是病原体的菌毛、荚膜和细菌自溶后释放的内毒素。

## 免疫性
成人多对脑脊膜炎双球菌有免疫力，儿童免疫较弱，但绝大多数脑脊膜炎双球菌的感染者并不发病，仅表现为鼻咽炎症状或无症状，但带菌者可作为传染源传播本疾病。感染者在感染两周后体内针对脑脊膜炎球菌荚膜多糖的特异性抗体滴度上升，抗体在补体协助下产生溶菌作用，并可以通过调理作用促进吞噬。出生六个月以内的婴儿对本病免疫力较高，盖因母体免疫球蛋白IgG可以通过胎盘进入胎儿体内，并在一定时间内发挥防御作用。在中国，国家计划免疫要求6个月以上年龄的婴儿接受免费的流脑疫苗接种。

## 防治原则
及早隔离患者加强可能带菌者的管理，控制脑脊膜炎球菌在人群中的传播，冬春季节流脑流行期易感人群可以少量服用磺胺类抗菌药等药物进行预防，同时对易感人群接种疫苗，常见的是脑脊膜炎双球菌荚膜多糖菌苗，接种后免疫力一般可持续1－3年时间。对已发病患者可以采用磺胺类药物、青霉素、红霉素等进行治疗，但考虑到可能出现的耐药菌株，在治疗前需进行药敏实验。